# Mistrzostwa czterech kontynentów w łyżwiarstwie figurowym
Mistrzostwa czterech kontynentów w łyżwiarstwie figurowym (ang. Four Continents Figure Skating Championships, określane jako Four Continents, 4CC) – kontynentalne zawody mistrzowskie w łyżwiarstwie figurowym organizowane przez Międzynarodową Unię Łyżwiarską (ISU) od 1999 roku dla reprezentantów Ameryki, Azji, Afryki i Australii.

## Medaliści

### Soliści
| Rok                                                                 | Miejsce                                                             | Złoto                                                               | Srebro                                                              | Brąz                                                                | Źr.    |
| ------------------------------------------------------------------- | ------------------------------------------------------------------- | ------------------------------------------------------------------- | ------------------------------------------------------------------- | ------------------------------------------------------------------- | ------ |
| 1999                                                                | Halifax                                                             | Takeshi Honda                                                       | Li Chengjiang                                                       | Elvis Stojko                                                        | [ 1 ]  |
| 2000                                                                | Osaka                                                               | Elvis Stojko                                                        | Li Chengjiang                                                       | Zhang Min                                                           | [ 2 ]  |
| 2001                                                                | Salt Lake City                                                      | Li Chengjiang                                                       | Takeshi Honda                                                       | Michael Weiss                                                       | [ 3 ]  |
| 2002                                                                | Jeonju                                                              | Jeffrey Buttle                                                      | Takeshi Honda                                                       | Gao Song                                                            | [ 4 ]  |
| 2003                                                                | Pekin                                                               | Takeshi Honda                                                       | Zhang Min                                                           | Li Chengjiang                                                       | [ 5 ]  |
| 2004                                                                | Hamilton                                                            | Jeffrey Buttle                                                      | Emanuel Sandhu                                                      | Evan Lysacek                                                        | [ 6 ]  |
| 2005                                                                | Gangneung                                                           | Evan Lysacek                                                        | Li Chengjiang                                                       | Daisuke Takahashi                                                   | [ 7 ]  |
| 2006                                                                | Colorado Springs                                                    | Nobunari Oda                                                        | Christopher Mabee                                                   | Matthew Savoie                                                      | [ 8 ]  |
| 2007                                                                | Colorado Springs                                                    | Evan Lysacek                                                        | Jeffrey Buttle                                                      | Jeremy Abbott                                                       | [ 9 ]  |
| 2008                                                                | Goyang                                                              | Daisuke Takahashi                                                   | Jeffrey Buttle                                                      | Evan Lysacek                                                        | [ 10 ] |
| 2009                                                                | Vancouver                                                           | Patrick Chan                                                        | Evan Lysacek                                                        | Takahiko Kozuka                                                     | [ 11 ] |
| 2010                                                                | Jeonju                                                              | Adam Rippon                                                         | Tatsuki Machida                                                     | Kevin Reynolds                                                      | [ 12 ] |
| 2011                                                                | Tajpej                                                              | Daisuke Takahashi                                                   | Yuzuru Hanyū                                                        | Jeremy Abbott                                                       | [ 13 ] |
| 2012                                                                | Colorado Springs                                                    | Patrick Chan                                                        | Daisuke Takahashi                                                   | Ross Miner                                                          | [ 14 ] |
| 2013                                                                | Osaka                                                               | Kevin Reynolds                                                      | Yuzuru Hanyū                                                        | Yan Han                                                             | [ 15 ] |
| 2014                                                                | Tajpej                                                              | Takahito Mura                                                       | Takahiko Kozuka                                                     | Song Nan                                                            | [ 16 ] |
| 2015                                                                | Seul                                                                | Dienis Ten                                                          | Joshua Farris                                                       | Yan Han                                                             | [ 17 ] |
| 2016                                                                | Tajpej                                                              | Patrick Chan                                                        | Jin Boyang                                                          | Yan Han                                                             | [ 18 ] |
| 2017                                                                | Gangneung                                                           | Nathan Chen                                                         | Yuzuru Hanyū                                                        | Shōma Uno                                                           | [ 19 ] |
| 2018                                                                | Tajpej                                                              | Jin Boyang                                                          | Shōma Uno                                                           | Jason Brown                                                         | [ 20 ] |
| 2019                                                                | Anaheim                                                             | Shōma Uno                                                           | Jin Boyang                                                          | Vincent Zhou                                                        | [ 21 ] |
| 2020                                                                | Seul                                                                | Yuzuru Hanyū                                                        | Jason Brown                                                         | Yuma Kagiyama                                                       | [ 22 ] |
| Mistrzostwa zostały odwołane w 2021 roku z powodu pandemii COVID-19 | Mistrzostwa zostały odwołane w 2021 roku z powodu pandemii COVID-19 | Mistrzostwa zostały odwołane w 2021 roku z powodu pandemii COVID-19 | Mistrzostwa zostały odwołane w 2021 roku z powodu pandemii COVID-19 | Mistrzostwa zostały odwołane w 2021 roku z powodu pandemii COVID-19 | [ 23 ] |
| 2022                                                                | Tallinn                                                             | Cha Jun-hwan                                                        | Kazuki Tomono                                                       | Kao Miura                                                           | [ 24 ] |
| 2023                                                                | Colorado Springs                                                    | Kao Miura                                                           | Keegan Messing                                                      | Shun Satō                                                           | [ 25 ] |

### Solistki
| Rok                                                                 | Miejsce                                                             | Złoto                                                               | Srebro                                                              | Brąz                                                                | Źr.    |
| ------------------------------------------------------------------- | ------------------------------------------------------------------- | ------------------------------------------------------------------- | ------------------------------------------------------------------- | ------------------------------------------------------------------- | ------ |
| 1999                                                                | Halifax                                                             | Tatiana Malinina                                                    | Amber Corwin                                                        | Angela Nikodinov                                                    | [ 1 ]  |
| 2000                                                                | Osaka                                                               | Angela Nikodinov                                                    | Stacey Pensgen                                                      | Annie Bellemare                                                     | [ 26 ] |
| 2001                                                                | Salt Lake City                                                      | Fumie Suguri                                                        | Angela Nikodinov                                                    | Yoshie Onda                                                         | [ 27 ] |
| 2002                                                                | Jeonju                                                              | Jennifer Kirk                                                       | Shizuka Arakawa                                                     | Yoshie Onda                                                         | [ 28 ] |
| 2003                                                                | Pekin                                                               | Fumie Suguri                                                        | Shizuka Arakawa                                                     | Yukari Nakano                                                       | [ 29 ] |
| 2004                                                                | Hamilton                                                            | Yukina Ota                                                          | Cynthia Phaneuf                                                     | Amber Corwin                                                        | [ 30 ] |
| 2005                                                                | Gangneung                                                           | Fumie Suguri                                                        | Yoshie Onda                                                         | Jennifer Kirk                                                       | [ 31 ] |
| 2006                                                                | Colorado Springs                                                    | Katy Taylor                                                         | Yukari Nakano                                                       | Beatrisa Liang                                                      | [ 32 ] |
| 2007                                                                | Colorado Springs                                                    | Kimmie Meissner                                                     | Emily Hughes                                                        | Joannie Rochette                                                    | [ 33 ] |
| 2008                                                                | Goyang                                                              | Mao Asada                                                           | Joannie Rochette                                                    | Miki Andō                                                           | [ 34 ] |
| 2009                                                                | Vancouver                                                           | Kim Yu-na                                                           | Joannie Rochette                                                    | Mao Asada                                                           | [ 35 ] |
| 2010                                                                | Jeonju                                                              | Mao Asada                                                           | Akiko Suzuki                                                        | Caroline Zhang                                                      | [ 36 ] |
| 2011                                                                | Tajpej                                                              | Miki Andō                                                           | Mao Asada                                                           | Mirai Nagasu                                                        | [ 37 ] |
| 2012                                                                | Colorado Springs                                                    | Ashley Wagner                                                       | Mao Asada                                                           | Caroline Zhang                                                      | [ 38 ] |
| 2013                                                                | Osaka                                                               | Mao Asada                                                           | Akiko Suzuki                                                        | Kanako Murakami                                                     | [ 39 ] |
| 2014                                                                | Tajpej                                                              | Kanako Murakami                                                     | Satoko Miyahara                                                     | Li Zijun                                                            | [ 40 ] |
| 2015                                                                | Seul                                                                | Polina Edmunds                                                      | Satoko Miyahara                                                     | Rika Hongo                                                          | [ 41 ] |
| 2016                                                                | Tajpej                                                              | Satoko Miyahara                                                     | Mirai Nagasu                                                        | Rika Hongo                                                          | [ 42 ] |
| 2017                                                                | Gangneung                                                           | Mai Mihara                                                          | Gabrielle Daleman                                                   | Mirai Nagasu                                                        | [ 43 ] |
| 2018                                                                | Tajpej                                                              | Kaori Sakamoto                                                      | Mai Mihara                                                          | Satoko Miyahara                                                     | [ 44 ] |
| 2019                                                                | Anaheim                                                             | Rika Kihira                                                         | Elizabet Tursynbajewa                                               | Mai Mihara                                                          | [ 45 ] |
| 2020                                                                | Seul                                                                | Rika Kihira                                                         | You Young                                                           | Bradie Tennell                                                      | [ 46 ] |
| Mistrzostwa zostały odwołane w 2021 roku z powodu pandemii COVID-19 | Mistrzostwa zostały odwołane w 2021 roku z powodu pandemii COVID-19 | Mistrzostwa zostały odwołane w 2021 roku z powodu pandemii COVID-19 | Mistrzostwa zostały odwołane w 2021 roku z powodu pandemii COVID-19 | Mistrzostwa zostały odwołane w 2021 roku z powodu pandemii COVID-19 | [ 23 ] |
| 2022                                                                | Tallinn                                                             | Mai Mihara                                                          | Lee Hae-in                                                          | Kim Ye-lim                                                          | [ 47 ] |
| 2023                                                                | Colorado Springs                                                    | Lee Hae-in                                                          | Kim Ye-lim                                                          | Mone Chiba                                                          | [ 48 ] |

### Pary sportowe
| Rok                                                                 | Miejsce                                                             | Złoto                                                               | Srebro                                                              | Brąz                                                                | Źr.    |
| ------------------------------------------------------------------- | ------------------------------------------------------------------- | ------------------------------------------------------------------- | ------------------------------------------------------------------- | ------------------------------------------------------------------- | ------ |
| 1999                                                                | Halifax                                                             | Shen Xue / Zhao Hongbo                                              | Kristy Sargeant / Kris Wirtz                                        | Danielle Hartsell / Steve Hartsell                                  | [ 1 ]  |
| 2000                                                                | Osaka                                                               | Jamie Salé / David Pelletier                                        | Kyoko Ina / John Zimmerman                                          | Tiffany Scott / Philip Dulebohn                                     | [ 49 ] |
| 2001                                                                | Salt Lake City                                                      | Jamie Salé / David Pelletier                                        | Shen Xue / Zhao Hongbo                                              | Kyoko Ina / John Zimmerman                                          | [ 50 ] |
| 2002                                                                | Jeonju                                                              | Pang Qing / Tong Jian                                               | Anabelle Langlois / Patrice Archetto                                | Zhang Dan / Zhang Hao                                               | [ 51 ] |
| 2003                                                                | Pekin                                                               | Shen Xue / Zhao Hongbo                                              | Pang Qing / Tong Jian                                               | Zhang Dan / Zhang Hao                                               | [ 52 ] |
| 2004                                                                | Hamilton                                                            | Pang Qing / Tong Jian                                               | Zhang Dan / Zhang Hao                                               | Valerie Marcoux / Craig Buntin                                      | [ 53 ] |
| 2005                                                                | Gangneung                                                           | Zhang Dan / Zhang Hao                                               | Pang Qing / Tong Jian                                               | Katie Orscher / Garrett Lucash                                      | [ 54 ] |
| 2006                                                                | Colorado Springs                                                    | Rena Inoue / John Baldwin                                           | Utako Wakamatsu / Jean-Sebastien Fecteau                            | Elizabeth Putnam / Sean Wirtz                                       | [ 55 ] |
| 2007                                                                | Colorado Springs                                                    | Shen Xue / Zhao Hongbo                                              | Pang Qing / Tong Jian                                               | Rena Inoue / John Baldwin                                           | [ 56 ] |
| 2008                                                                | Goyang                                                              | Pang Qing / Tong Jian                                               | Zhang Dan / Zhang Hao                                               | Brooke Castile / Benjamin Okolski                                   | [ 57 ] |
| 2009                                                                | Vancouver                                                           | Pang Qing / Tong Jian                                               | Jessica Dubé / Bryce Davison                                        | Zhang Dan / Zhang Hao                                               | [ 58 ] |
| 2010                                                                | Jeonju                                                              | Zhang Dan / Zhang Hao                                               | Keauna McLaughlin / Rockne Brubaker                                 | Meagan Duhamel / Craig Buntin                                       | [ 59 ] |
| 2011                                                                | Tajpej                                                              | Pang Qing / Tong Jian                                               | Meagan Duhamel / Eric Radford                                       | Paige Lawrence / Rudi Swiegers                                      | [ 60 ] |
| 2012                                                                | Colorado Springs                                                    | Sui Wenjing / Han Cong                                              | Caydee Denney / John Coughlin                                       | Mary Beth Marley / Rockne Brubaker                                  | [ 61 ] |
| 2013                                                                | Osaka                                                               | Meagan Duhamel / Eric Radford                                       | Kirsten Moore-Towers / Dylan Moscovitch                             | Marissa Castelli / Simon Shnapir                                    | [ 62 ] |
| 2014                                                                | Tajpej                                                              | Sui Wenjing / Han Cong                                              | Tarah Kayne / Danny O’Shea                                          | Alexa Scimeca / Chris Knierim                                       | [ 63 ] |
| 2015                                                                | Seul                                                                | Meagan Duhamel / Eric Radford                                       | Peng Cheng / Zhang Hao                                              | Pang Qing / Tong Jian                                               | [ 64 ] |
| 2016                                                                | Tajpej                                                              | Sui Wenjing / Han Cong                                              | Alexa Scimeca / Chris Knierim                                       | Yu Xiaoyu / Jin Yang                                                | [ 65 ] |
| 2017                                                                | Gangneung                                                           | Sui Wenjing / Han Cong                                              | Meagan Duhamel / Eric Radford                                       | Lubow Iluszeczkina / Dylan Moscovitch                               | [ 66 ] |
| 2018                                                                | Tajpej                                                              | Tarah Kayne / Danny O’Shea                                          | Ashley Cain / Timothy LeDuc                                         | Ryom Tae-ok / Kim Ju-sik                                            | [ 67 ] |
| 2019                                                                | Anaheim                                                             | Sui Wenjing / Han Cong                                              | Kirsten Moore-Towers / Michael Marinaro                             | Peng Cheng / Jin Yang                                               | [ 68 ] |
| 2020                                                                | Seul                                                                | Sui Wenjing / Han Cong                                              | Peng Cheng / Jin Yang                                               | Kirsten Moore-Towers / Michael Marinaro                             | [ 69 ] |
| Mistrzostwa zostały odwołane w 2021 roku z powodu pandemii COVID-19 | Mistrzostwa zostały odwołane w 2021 roku z powodu pandemii COVID-19 | Mistrzostwa zostały odwołane w 2021 roku z powodu pandemii COVID-19 | Mistrzostwa zostały odwołane w 2021 roku z powodu pandemii COVID-19 | Mistrzostwa zostały odwołane w 2021 roku z powodu pandemii COVID-19 | [ 23 ] |
| 2022                                                                | Tallinn                                                             | Audrey Lu / Misha Mitrofanov                                        | Emily Chan / Spencer Akira Howe                                     | Evelyn Walsh / Trennt Michaud                                       | [ 70 ] |
| 2023                                                                | Colorado Springs                                                    | Riku Miura / Ryuichi Kihara                                         | Emily Chan / Spencer Akira Howe                                     | Deanna Stellato-Dudek / Maxime Deschamps                            | [ 71 ] |

### Pary taneczne
| Rok                                                                 | Miejsce                                                             | Złoto                                                               | Srebro                                                              | Brąz                                                                | Źr.    |
| ------------------------------------------------------------------- | ------------------------------------------------------------------- | ------------------------------------------------------------------- | ------------------------------------------------------------------- | ------------------------------------------------------------------- | ------ |
| 1999                                                                | Halifax                                                             | Shae-Lynn Bourne / Victor Kraatz                                    | Chantal Lefebvre / Michel Brunet                                    | Naomi Lang / Peter Tchernyshev                                      | [ 1 ]  |
| 2000                                                                | Osaka                                                               | Naomi Lang / Peter Tchernyshev                                      | Marie-France Dubreuil / Patrice Lauzon                              | Jamie Silverstein / Justin Pekarek                                  | [ 72 ] |
| 2001                                                                | Salt Lake City                                                      | Shae-Lynn Bourne / Victor Kraatz                                    | Naomi Lang / Peter Tchernyshev                                      | Marie-France Dubreuil / Patrice Lauzon                              | [ 73 ] |
| 2002                                                                | Jeonju                                                              | Naomi Lang / Peter Tchernyshev                                      | Tanith Belbin / Benjamin Agosto                                     | Megan Wing / Aaron Lowe                                             | [ 74 ] |
| 2003                                                                | Pekin                                                               | Shae-Lynn Bourne / Victor Kraatz                                    | Tanith Belbin / Benjamin Agosto                                     | Naomi Lang / Peter Tchernyshev                                      | [ 75 ] |
| 2004                                                                | Hamilton                                                            | Tanith Belbin / Benjamin Agosto                                     | Marie-France Dubreuil / Patrice Lauzon                              | Megan Wing / Aaron Lowe                                             | [ 76 ] |
| 2005                                                                | Gangneung                                                           | Tanith Belbin / Benjamin Agosto                                     | Melissa Gregory / Dienis Pietuchow                                  | Lydia Manon / Ryan O’Meara                                          | [ 77 ] |
| 2006                                                                | Colorado Springs                                                    | Tanith Belbin / Benjamin Agosto                                     | Morgan Matthews / Maxim Zavozin                                     | Tessa Virtue / Scott Moir                                           | [ 78 ] |
| 2007                                                                | Colorado Springs                                                    | Marie-France Dubreuil / Patrice Lauzon                              | Tanith Belbin / Benjamin Agosto                                     | Tessa Virtue / Scott Moir                                           | [ 79 ] |
| 2008                                                                | Goyang                                                              | Tessa Virtue / Scott Moir                                           | Meryl Davis / Charlie White                                         | Kimberly Navarro/ Brent Bommentre                                   | [ 80 ] |
| 2009                                                                | Vancouver                                                           | Meryl Davis / Charlie White                                         | Tessa Virtue / Scott Moir                                           | Emily Samuelson / Evan Bates                                        | [ 81 ] |
| 2010                                                                | Jeonju                                                              | Kaitlyn Weaver / Andrew Poje                                        | Allie Hann-McCurdy / Michael Coreno                                 | Madison Hubbell / Keiffer Hubbell                                   | [ 82 ] |
| 2011                                                                | Tajpej                                                              | Meryl Davis / Charlie White                                         | Maia Shibutani / Alex Shibutani                                     | Vanessa Crone / Paul Poirier                                        | [ 83 ] |
| 2012                                                                | Colorado Springs                                                    | Tessa Virtue / Scott Moir                                           | Meryl Davis / Charlie White                                         | Kaitlyn Weaver / Andrew Poje                                        | [ 84 ] |
| 2013                                                                | Osaka                                                               | Meryl Davis / Charlie White                                         | Tessa Virtue / Scott Moir                                           | Madison Chock / Evan Bates                                          | [ 85 ] |
| 2014                                                                | Tajpej                                                              | Madison Hubbell / Zachary Donohue                                   | Piper Gilles / Paul Poirier                                         | Alexandra Aldridge / Daniel Eaton                                   | [ 86 ] |
| 2015                                                                | Seul                                                                | Kaitlyn Weaver / Andrew Poje                                        | Madison Chock / Evan Bates                                          | Maia Shibutani / Alex Shibutani                                     | [ 87 ] |
| 2016                                                                | Tajpej                                                              | Maia Shibutani / Alex Shibutani                                     | Madison Chock / Evan Bates                                          | Kaitlyn Weaver / Andrew Poje                                        | [ 88 ] |
| 2017                                                                | Gangneung                                                           | Tessa Virtue / Scott Moir                                           | Maia Shibutani / Alex Shibutani                                     | Madison Chock / Evan Bates                                          | [ 89 ] |
| 2018                                                                | Tajpej                                                              | Kaitlin Hawayek / Jean-Luc Baker                                    | Carolane Soucisse / Shane Firus                                     | Kana Muramoto / Chris Reed                                          | [ 90 ] |
| 2019                                                                | Anaheim                                                             | Madison Chock / Evan Bates                                          | Kaitlyn Weaver / Andrew Poje                                        | Piper Gilles / Paul Poirier                                         | [ 91 ] |
| 2020                                                                | Seul                                                                | Madison Chock / Evan Bates                                          | Piper Gilles / Paul Poirier                                         | Madison Hubbell / Zachary Donohue                                   | [ 92 ] |
| Mistrzostwa zostały odwołane w 2021 roku z powodu pandemii COVID-19 | Mistrzostwa zostały odwołane w 2021 roku z powodu pandemii COVID-19 | Mistrzostwa zostały odwołane w 2021 roku z powodu pandemii COVID-19 | Mistrzostwa zostały odwołane w 2021 roku z powodu pandemii COVID-19 | Mistrzostwa zostały odwołane w 2021 roku z powodu pandemii COVID-19 | [ 23 ] |
| 2022                                                                | Tallinn                                                             | Caroline Green / Michael Parsons                                    | Kana Muramoto / Daisuke Takahashi                                   | Christina Carreira / Anthony Ponomarenko                            | [ 93 ] |
| 2023                                                                | Colorado Springs                                                    | Madison Chock / Evan Bates                                          | Laurence Fournier Beaudry / Nikolaj Sørensen                        | Marjorie Lajoie / Zachary Lagha                                     | [ 94 ] |

## Klasyfikacja medalowa
| L.p. | Reprezentacja     | Złoto | Srebro | Brąz | Razem |
| ---- | ----------------- | ----- | ------ | ---- | ----- |
| 1    | Stany Zjednoczone | 28    | 28     | 42   | 98    |
| 2    | Japonia           | 27    | 24     | 19   | 70    |
| 3    | Kanada            | 22    | 29     | 22   | 73    |
| 4    | Chiny             | 18    | 14     | 14   | 46    |
| 5    | Korea Południowa  | 3     | 4      | 2    | 9     |
| 6    | Kazachstan        | 1     | 1      | 0    | 2     |
| 7    | Uzbekistan        | 1     | 0      | 0    | 1     |
| 8    | Korea Północna    | 0     | 0      | 1    | 1     |